# Partecipanti al Tour de France 1995
Elenco dei partecipanti al Tour de France 1995.
Alla corsa erano presenti 21 squadre, compresa una squadra mista Team Deutsche Telekom/ZG Mobili-Selle Italia, per un totale di 189 corridori al via. Di questi 115 raggiunsero il traguardo di Parigi.

## Corridori per squadra
Nota: R ritirato, NP non partito, FT fuori tempo.
| Banesto         | Banesto                  | Banesto         | GAN                          | GAN                          | GAN                          | Novell Software-Decca         | Novell Software-Decca         | Novell Software-Decca         |
| --------------- | ------------------------ | --------------- | ---------------------------- | ---------------------------- | ---------------------------- | ----------------------------- | ----------------------------- | ----------------------------- |
| 1               | Miguel Indurain          | 1º              | 81                           | Chris Boardman               | R Prol.                      | 161                           | Džamolidin Abdužaparov        | 56º                           |
| 2               | Marino Alonso            | 78º             | 82                           | Christophe Capelle           | 11º                          | 162                           | Eddy Bouwmans                 | 45º                           |
| 3               | Vicente Aparicio         | 21º             | 83                           | Thierry Gouvenou             | FT 9ª                        | 163                           | Erik Dekker                   | 70º                           |
| 4               | Thomas Davy              | 80º             | 84                           | Pascal Lance                 | FT 9ª                        | 164                           | Vjačeslav Ekimov              | 18º                           |
| 5               | Aitor Garmendia          | 95º             | 85                           | Yvon Ledanois                | 30º                          | 165                           | Frans Maassen                 | 97º                           |
| 6               | Ramón González Arrieta   | 40º             | 86                           | François Lemarchand          | 92º                          | 166                           | Frédéric Moncassin            | R 12ª                         |
| 7               | Carmelo Miranda          | 57º             | 87                           | Francis Moreau               | 61º                          | 167                           | Arvis Piziks                  | 91º                           |
| 8               | Gérard Rué               | 41º             | 88                           | Didier Rous                  | 55º                          | 168                           | Léon van Bon                  | R 12ª                         |
| 9               | José Ramón Uriarte       | 69º             | 89                           | Eddy Seigneur                | R 2ª                         | 169                           | Marc Wauters                  | R 10ª                         |
| Gewiss-Ballan   | Gewiss-Ballan            | Gewiss-Ballan   | Polti-Granarolo-Santini      | Polti-Granarolo-Santini      | Polti-Granarolo-Santini      | Mercatone Uno-Saeco-Magniflex | Mercatone Uno-Saeco-Magniflex | Mercatone Uno-Saeco-Magniflex |
| 11              | Evgenij Berzin           | R 10ª           | 91                           | Georg Totschnig              | 37º                          | 171                           | Mario Cipollini               | NP 10ª                        |
| 12              | Guido Bontempi           | 89º             | 92                           | Dirk Baldinger               | R 15ª                        | 172                           | Massimo Donati                | 72º                           |
| 13              | Dario Bottaro            | 79º             | 93                           | Éric Boyer                   | R 16ª                        | 173                           | Gian Matteo Fagnini           | 107º                          |
| 14              | Bruno Cenghialta         | 15º             | 94                           | Rossano Brasi                | 102º                         | 174                           | Rosario Fina                  | R 3ª                          |
| 15              | Gabriele Colombo         | 51º             | 95                           | Giovanni Fidanza             | 108º                         | 175                           | Massimiliano Lelli            | 43º                           |
| 16              | Francesco Frattini       | 77º             | 96                           | Giovanni Lombardi            | 103º                         | 176                           | Silvio Martinello             | R 9ª                          |
| 17              | Ivan Gotti               | 5º              | 97                           | Serhij Ušakov                | 74º                          | 177                           | Roberto Petito                | R 9ª                          |
| 18              | Bjarne Riis              | 3º              | 98                           | Oscar Pellicioli             | 32º                          | 178                           | Eros Poli                     | 114º                          |
| 19              | Alberto Volpi            | 65º             | 99                           | Mario Scirea                 | 98º                          | 179                           | Antonio Politano              | R 10ª                         |
| Carrera-Tassoni | Carrera-Tassoni          | Carrera-Tassoni | Kelme-Sureña                 | Kelme-Sureña                 | Kelme-Sureña                 | Chazal-König                  | Chazal-König                  | Chazal-König                  |
| 21              | Marco Pantani            | 13º             | 101                          | Laudelino Cubino             | 27º                          | 181                           | Miguel Arroyo                 | 61º                           |
| 22              | Sergio Barbero           | R 16ª           | 102                          | Julio César Aguirre          | R 15ª                        | 182                           | Jean-François Bernard         | 34º                           |
| 23              | Alessandro Bertolini     | R 10ª           | 103                          | Hernán Buenahora             | 10º                          | 183                           | Jean-Pierre Bourgeot          | R 12ª                         |
| 24              | Claudio Chiappucci       | 11º             | 104                          | Francisco Cabello            | NP 9ª                        | 184                           | Gilles Bouvard                | 64º                           |
| 25              | Mario Chiesa             | R 10ª           | 105                          | Ángel Yesid Camargo          | R 15ª                        | 185                           | Bruno Cornillet               | 115º                          |
| 26              | Marcello Siboni          | 84º             | 106                          | Héctor Castaño               | R 18ª                        | 186                           | Gilles Delion                 | FT 13ª                        |
| 27              | Leonardo Sierra          | 50º             | 107                          | Ángel Edo                    | FT 10ª                       | 187                           | Artūras Kasputis              | 75º                           |
| 28              | Enrico Zaina             | 42º             | 108                          | Federico Muñoz               | 24º                          | 188                           | Jaan Kirsipuu                 | FT 7ª                         |
| 29              | Beat Zberg               | 29º             | 109                          | José Ángel Vidal             | 93º                          | 189                           | Christophe Mengin             | FT 9ª                         |
| Aki-Gipiemme    | Aki-Gipiemme             | Aki-Gipiemme    | Motorola                     | Motorola                     | Motorola                     | Brescialat                    | Brescialat                    | Brescialat                    |
| 31              | Zenon Jaskuła            | 46º             | 111                          | Lance Armstrong              | 36º                          | 191                           | Massimo Podenzana             | 26º                           |
| 32              | Mauro Bettin             | 99º             | 112                          | Frankie Andreu               | 82º                          | 192                           | Fausto Dotti                  | R 7ª                          |
| 33              | Giuseppe Citterio        | R 4ª            | 113                          | Steve Bauer                  | 101º                         | 193                           | Paolo Lanfranchi              | 14º                           |
| 34              | René Foucachon           | FT 3ª           | 114                          | Fabio Casartelli             | R 15ª (†)                    | 194                           | Angelo Lecchi                 | R 12ª                         |
| 35              | Gianluca Gorini          | 110º            | 115                          | Álvaro Mejía                 | 16º                          | 195                           | Mario Manzoni                 | R 4ª                          |
| 36              | Dmitrij Konyšev          | R 12ª           | 116                          | Kaspars Ozers                | FT 3ª                        | 196                           | Marco Milesi                  | 85º                           |
| 37              | Dante Rezze              | R 15ª           | 117                          | Andrea Peron                 | 44º                          | 197                           | Giancarlo Perini              | 87º                           |
| 38              | Gilberto Simoni          | R 13ª           | 118                          | Stephen Swart                | 109º                         | 198                           | Mauro Radaelli                | R 11ª                         |
| 39              | Denis Zanette            | R 11ª           | 119                          | Sean Yates                   | R 13ª                        | 199                           | Eric Vanderaerden             | R 10ª                         |
| Mapei-GB        | Mapei-GB                 | Mapei-GB        | TVM-Polis Direct             | TVM-Polis Direct             | TVM-Polis Direct             | Team Deutsche Telekom         | Team Deutsche Telekom         | Team Deutsche Telekom         |
| 41              | Tony Rominger            | 8º              | 121                          | Bo Hamburger                 | 17º                          | 201                           | Rolf Aldag                    | 58º                           |
| 42              | Carlo Bomans             | FT 9ª           | 122                          | Jeroen Blijlevens            | R 7ª                         | 202                           | Udo Bölts                     | 38º                           |
| 43              | Gianluca Bortolami       | R 18ª           | 123                          | Maarten den Bakker           | 52º                          | 203                           | Jens Heppner                  | 66º                           |
| 44              | Fernando Escartín        | 7º              | 124                          | Tristan Hoffman              | R 12ª                        | 204                           | Olaf Ludwig                   | FT 9ª                         |
| 45              | Arsenio González         | 23º             | 125                          | Jelle Nijdam                 | R 9ª                         | 205                           | Volodymyr Pulnikov            | 25º                           |
| 46              | Francisco Javier Mauleón | R 10ª           | 126                          | Hendrik Redant               | R 4ª                         | 206                           | Erik Zabel                    | 90º                           |
| 47              | Johan Museeuw            | 73º             | 127                          | Jesper Skibby                | 49º                          |                               |                               |                               |
| 48              | Wilfried Peeters         | 88º             | 128                          | Jim Van de Laer              | 76º                          |                               |                               |                               |
| 49              | Andrea Tafi              | 39º             | 129                          | Bart Voskamp                 | 113º                         |                               |                               |                               |
| Festina-Lotus   | Festina-Lotus            | Festina-Lotus   | Lotto-Isoglass               | Lotto-Isoglass               | Lotto-Isoglass               | ZG Mobili-Selle Italia        | ZG Mobili-Selle Italia        | ZG Mobili-Selle Italia        |
| 51              | Richard Virenque         | 9º              | 131                          | Andrei Tchmil                | 71º                          | 207                           | Stefano Colagè                | 106º                          |
| 52              | Bruno Boscardin          | R 15ª           | 132                          | Mario De Clercq              | R 9ª                         | 208                           | Andrea Ferrigato              | 54º                           |
| 53              | Laurent Brochard         | 28º             | 133                          | Peter De Clercq              | FT 9ª                        | 209                           | Nelson Rodríguez              | R 7ª                          |
| 54              | Laurent Dufaux           | 19º             | 134                          | Peter Farazijn               | 105º                         |                               |                               |                               |
| 55              | Pascal Hervé             | NP 6ª           | 135                          | Herman Frison                | FT 9ª                        |                               |                               |                               |
| 56              | Stephen Hodge            | 64º             | 136                          | Sammie Moreels               | FT 9ª                        |                               |                               |                               |
| 57              | Fabian Jeker             | 68º             | 137                          | Wilfried Nelissen            | R 5ª                         |                               |                               |                               |
| 58              | Lars Michaelsen          | FT 3ª           | 138                          | Marc Sergeant                | NP 4ª                        |                               |                               |                               |
| 59              | Jean-Cyril Robin         | 22º             | 139                          | Rudy Verdonck                | FT 9ª                        |                               |                               |                               |
| ONCE            | ONCE                     | ONCE            | Castorama                    | Castorama                    | Castorama                    |                               |                               |                               |
| 61              | Laurent Jalabert         | 4º              | 141                          | Armand de Las Cuevas         | 62º                          |                               |                               |                               |
| 62              | Erik Breukink            | 20º             | 142                          | Jacky Durand                 | R 10ª                        |                               |                               |                               |
| 63              | Johan Bruyneel           | 31º             | 143                          | Thierry Laurent              | R 13ª                        |                               |                               |                               |
| 64              | Herminio Díaz Zabala     | 35º             | 144                          | Laurent Madouas              | 12º                          |                               |                               |                               |
| 65              | Melchor Mauri            | 6º              | 145                          | Emmanuel Magnien             | R 9ª                         |                               |                               |                               |
| 66              | Luis María Díaz de Otazu | FT 3ª           | 146                          | Thierry Marie                | 94º                          |                               |                               |                               |
| 67              | Mariano Rojas            | R 15ª           | 147                          | François Simon               | 59º                          |                               |                               |                               |
| 68              | Neil Stephens            | 60º             | 148                          | Gilles Talmant               | 104º                         |                               |                               |                               |
| 69              | Alex Zülle               | 2º              | 149                          | Bruno Thibout                | R 12ª                        |                               |                               |                               |
| Lampre-Panaria  | Lampre-Panaria           | Lampre-Panaria  | MG Boys Maglificio-Technogym | MG Boys Maglificio-Technogym | MG Boys Maglificio-Technogym |                               |                               |                               |
| 71              | Maurizio Fondriest       | R 10ª           | 151                          | Gianni Bugno                 | 53º                          |                               |                               |                               |
| 72              | Wladimir Belli           | R 15ª           | 152                          | Fabio Baldato                | R 5ª                         |                               |                               |                               |
| 73              | Roberto Conti            | R 2ª            | 153                          | Davide Cassani               | 112º                         |                               |                               |                               |
| 74              | Alessio Galletti         | 83º             | 154                          | Alberto Elli                 | 33º                          |                               |                               |                               |
| 75              | Oleksandr Hončenkov      | 96º             | 155                          | Rolf Järmann                 | 67º                          |                               |                               |                               |
| 76              | Davide Perona            | 81º             | 156                          | Nicola Loda                  | 100º                         |                               |                               |                               |
| 77              | Marco Serpellini         | 111º            | 157                          | Maximilian Sciandri          | 47º                          |                               |                               |                               |
| 78              | Ján Svorada              | FT 9ª           | 158                          | Flavio Vanzella              | 86º                          |                               |                               |                               |
| 79              | Pavel Tonkov             | R 13ª           | 159                          | Franco Vona                  | 48º                          |                               |                               |                               |

## Ciclisti per nazione
Le nazionalità rappresentate nella manifestazione sono 25; in tabella il numero dei ciclisti suddivisi per la propria nazione di appartenenza:
| Numero ciclisti | Nazione                                                                                      |
| --------------- | -------------------------------------------------------------------------------------------- |
| 62              | Italia                                                                                       |
| 33              | Francia                                                                                      |
| 19              | Spagna                                                                                       |
| 16              | Belgio                                                                                       |
| 10              | Paesi Bassi                                                                                  |
| 6               | Colombia, Germania, Svizzera                                                                 |
| 4               | Danimarca, Russia, Ucraina                                                                   |
| 2               | Australia, Gran Bretagna, Lettonia, Messico, Stati Uniti                                     |
| 1               | Austria, Canada, Estonia, Lituania, Nuova Zelanda, Polonia, Rep. Ceca, Uzbekistan, Venezuela |